# Sobral da Adiça
Sobral da Adiça is een plaats (freguesia) in de Portugese gemeente Moura en telt 1046 inwoners (2001).